# French Open 2011/Herrendoppel-Rollstuhl
Das Herrendoppel (Rollstuhl) der French Open 2011 war ein Rollstuhltenniswettbewerb in Paris und fand vom 1. bis zum 3. Juni statt.
Titelverteidiger waren Shingo Kunieda und Stéphane Houdet, die aber in diesem Jahr nicht zusammen antraten.

## Setzliste
| Nr. | Paarung                       | Erreichte Runde |
| --- | ----------------------------- | --------------- |
| 01. | Shingo Kunieda Nicolas Peifer | Sieg            |
| 02. | Maikel Scheffers Ronald Vink  | Halbfinale      |

## Ergebnisse
Zeichenerklärung
- Q = Qualifikant
- WC = Wildcard
- LL = Lucky Loser
- ITF = qualifiziert über ITF-Ranking
- ALT = alternate (Ersatz)
- PR = Protected Ranking
- SE = Special Exempt
- r = retired (Aufgabe)
- d = Disqualifikation
- w.o. = walkover
- [ ] = Match-Tie-Break

|  | Halbfinale | Halbfinale                        | Halbfinale | Halbfinale | Halbfinale |  |  | Finale | Finale                        | Finale | Finale | Finale |
|  |            |                                   |            |            |            |  |  |        |                               |        |        |        |
|  |            |                                   |            |            |            |  |  |        |                               |        |        |        |
|  | 1          | Shingo Kunieda Nicolas Peifer     | 1          | 6          | [10]       |  |  |        |                               |        |        |        |
|  |            | Stéphane Houdet Michaël Jeremiasz | 6          | 2          | [7]        |  |  |        |                               |        |        |        |
|  |            |                                   |            |            |            |  |  | 1      | Shingo Kunieda Nicolas Peifer | 6      | 6      |        |
|  |            |                                   |            |            |            |  |  |        | Robin Ammerlaan Stefan Olsson | 2      | 3      |        |
|  |            | Robin Ammerlaan Stefan Olsson     | 7          | 3          | [11]       |  |  |        |                               |        |        |        |
|  | 2          | Maikel Scheffers Ronald Vink      | 5          | 6          | [9]        |  |  |        |                               |        |        |        |
|  |            |                                   |            |            |            |  |  |        |                               |        |        |        |